# Puccinia albescens
Puccinia albescens är en svampart som beskrevs av Grev. 1889. Puccinia albescens ingår i släktet Puccinia och familjen Pucciniaceae.   Inga underarter finns listade i Catalogue of Life.